# Klockgardeniasläktet
Klockgardeniasläktet (Rothmannia) är ett växtsläkte i familjen måreväxter med cirka 40 arter. De förekommer i gamla världens tropiker. I Sverige odlas några arter som krukväxter.

### Webbkällor
- Svensk Kulturväxtdatabas
- ”Rothmannia” (på engelska). GRIN Taxonomy for Plants. Arkiverad från originalet den 13 december 2012. http://archive.is/2012.12.13-035642/http://www.ars-grin.gov/cgi-bin/npgs/html/genus.pl?10558.